# Archiborborus argentinensis
Archiborborus argentinensis är en tvåvingeart som beskrevs av Papp 1977. Archiborborus argentinensis ingår i släktet Archiborborus och familjen hoppflugor. Inga underarter finns listade i Catalogue of Life.